# DC Shoes
DC Shoes (Droors Clothing Shoe Co. USA) ist ein US-amerikanischer Kleidungsartikelhersteller. Produkte von DC Shoes sind vor allem in der Skaterszene bekannt.

## Geschichte
DC Shoes wurde 1994 in Vista (Kalifornien), einer Kleinstadt im San Diego County von Ken Block und Damon Way (der ältere Bruder des berühmten Skateboarders Danny Way) gegründet. Ein paar Jahre später stellten sie den Steuerberater Clayton Blehm ein, welcher zu der Zeit arbeitslos war. Ein Rechtsstreit aufgrund verschiedener Ursachen brach über Jahre zwischen den Gründern und Blehm aus, welcher jedoch mittlerweile beendet wurde.
Ursprünglich hätte der Name der Firma Eightball lauten sollen, als sie noch ausschließlich T-Shirts für Skategeschäfte herstellten. Da jedoch bereits ein Unternehmen aus Seattle unter diesem Namen firmierte, musste ein neuer gefunden werden, welcher vorerst Droors Clothing lautete. Freche Werbekampagnen waren die Folge, in denen vor allem auf Opinion Leaders gesetzt wurde. Seit dem Verkauf von Droors lautet der Name aber nun offiziell DC Shoes. 2004 wurde die Marke von Quiksilver übernommen. 2009 wurde der Waren-Vertrieb in Deutschland (und Europa) von DC-Europe übernommen. Der Deutsche Vertrieb Urban Supplies, welcher die Marke dort vertrieben und damit auch mit aufgebaut hat, verlor die Distribution aufgrund des Direktvertriebes durch DC-Europe.

## Produkte

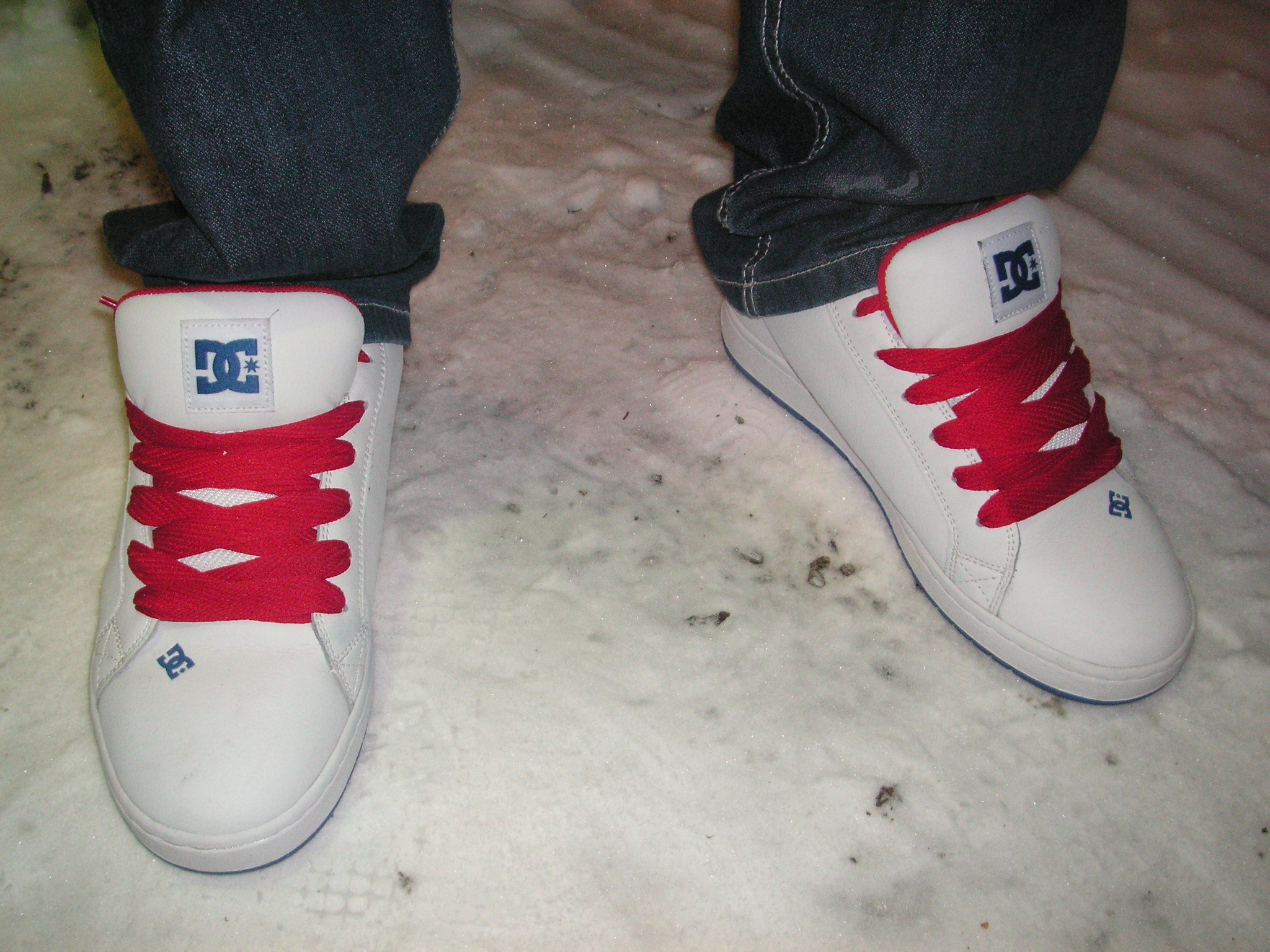
Ein Paar DC Shoes

DC Shoes ist spezialisiert auf die Herstellung von Skateschuhen, von Kleidung im Bereich Motorrad, Snowboard und BMX, sowie von Accessoires. Sie ist durch diverse DVDs, wie z. B. das 2003 veröffentlichte DC Video, auf der ganzen Welt bekannt geworden und ist in Katalogen wie Titus und in Online-Shops zu finden. Die drei Unternehmer gründeten auch mehrere Subunternehmen, wie beispielsweise Dub Snowboard Clothing, das Artikel für die Snowboardszene herstellt.
Zwischenzeitlich wurde ein Magazin mit dem Titel Blunt Snowboard Magazine ins Leben gerufen, das jedoch bald an das Big Brother Magazine verkauft wurde.
DC sponsert bzw. sponsorte Profis wie z. B. Chris Cole, Rob Dyrdek, Travis Rice, Ken Block († 2. Januar 2023), Travis Pastrana oder Danny Way, der im Jahre 2003 zwei Weltrekorde (weitester Sprung aus einem Kicker: 20 m und höchster Sprung aus einer Quarterpipe: 7,16 m BS Method ab der Coping) im Point X CAMP aufstellte.
Auch mit Künstlern von René Kleen, Warner Music, wie beispielsweise Mike Shinoda, dem Sänger, Songschreiber und Produzent der Band Linkin Park, wurden speziell designte Auflagen auf den Markt gebracht.